# Pycnopogon leucostomus
Pycnopogon leucostomus là một loài ruồi trong họ Asilidae. Pycnopogon leucostomus được Engel miêu tả năm 1930. Loài này phân bố ở vùng Cổ Bắc giới.